# Épica

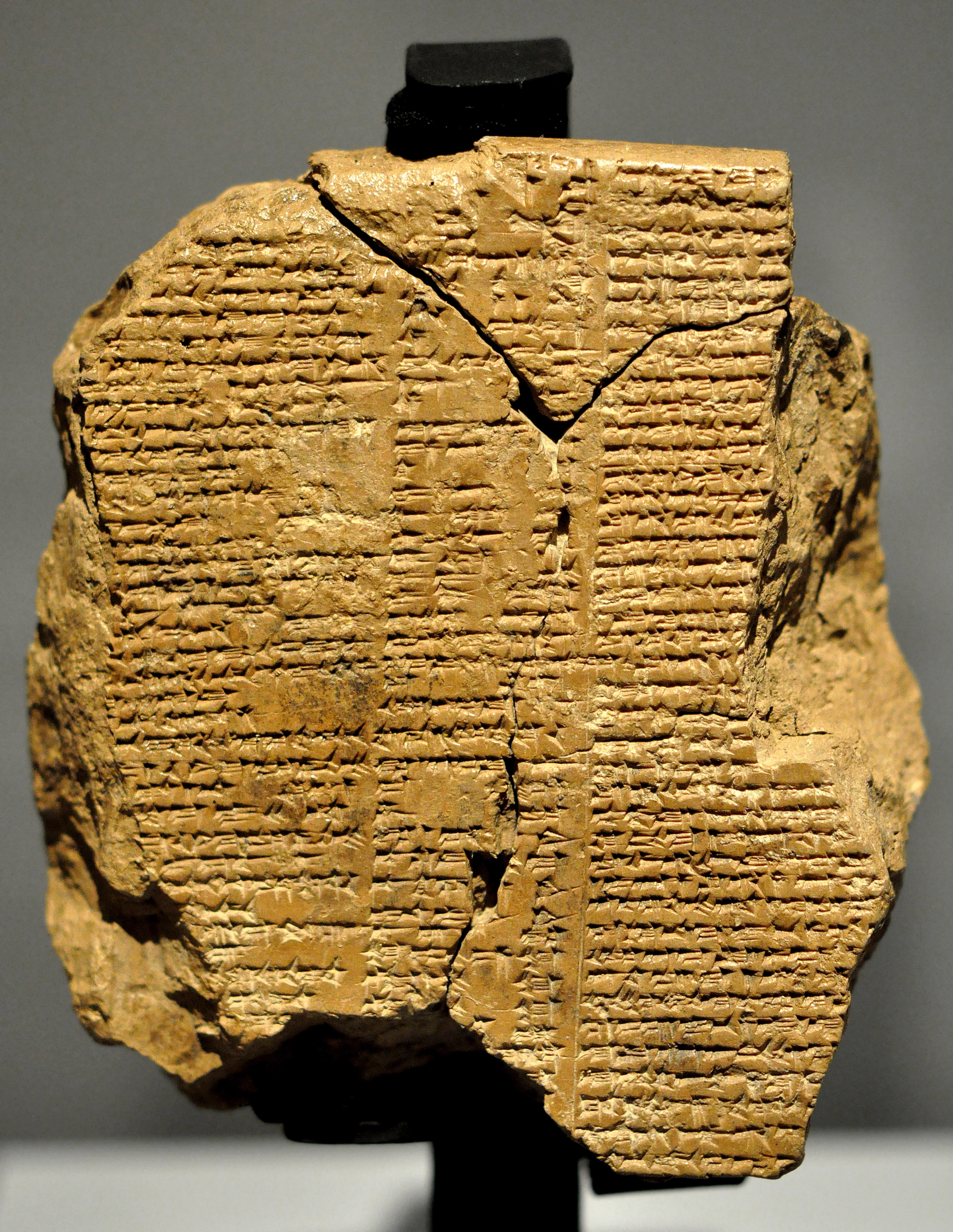
Tabla V de la épica de Gilgamesh

La épica (del adjetivo griego: ἐπικός, epikós; de ἔπος, épos 'palabra, historia, poema') es un género narrativo, de distintos momentos en la historia, en el que se presentan hechos legendarios o ficticios relativos a las hazañas de uno o más héroes ficticios y a las luchas reales o imaginarias en las que estos han participado.
Su forma de expresión tradicional fue la narración en verso, cuya finalidad última era la exaltación o engrandecimiento de un pueblo. En algunos casos, la épica no tenía forma escrita, sino que era contada oralmente por los rapsodas. Con posterioridad la épica adoptó también la forma narrativa en prosa, incorporando elementos de descripción y diálogo y dando lugar, en primera instancia, a la novela de caballerías, a la novela picaresca o antiheroica y posteriormente a la novela realista o burguesa, entre otros géneros.

## Características
Alternancia de discursos que tiene como origen la observación aristotélica de la diferencia entre mímesis y diégesis, es decir, entre narración y descripción.
1. La narración se realiza en 3ª persona.
2. El narrador puede aparecer en la obra o no. No está siempre presente, como en el género lírico, pero tampoco desaparece por completo, como ocurre en el género dramático.
3. La forma que se utiliza preferentemente en la obra literaria épica o narrativa, es la prosa o el verso largo (hexámetro, verso alejandrino...)
4. Tiende a incluir todos los géneros (lírico, dramático y didáctico), razón por la cual suele ser de mayor extensión.
5. Puede presentar divisiones en su estructura externa tales como capítulos, epígrafes...
6. Posee las siguientes variantes o subgéneros: epopeya, cantar de gesta, romance, cuento tradicional, mito, leyenda, relato, novela. Cada uno, a su vez, cuenta con diferentes tipologías o clases de textos, especialmente el mito, el cuento tradicional y la novela.
7. Puede ser de dos formas: directa e indirecta.
8. También puede ser de carácter ideológico.
9. Mezcla lo real con lo fantástico.
10. Magnificación de la figura del héroe, a través de las hazañas que realiza.
11. La mayor parte de estos contienen como personaje principal a un héroe.

## Subgéneros
El género épico se encuentra en todas las literaturas, pues es un género esencial, y se puede dar y se ha dado históricamente en formas muy diferentes.

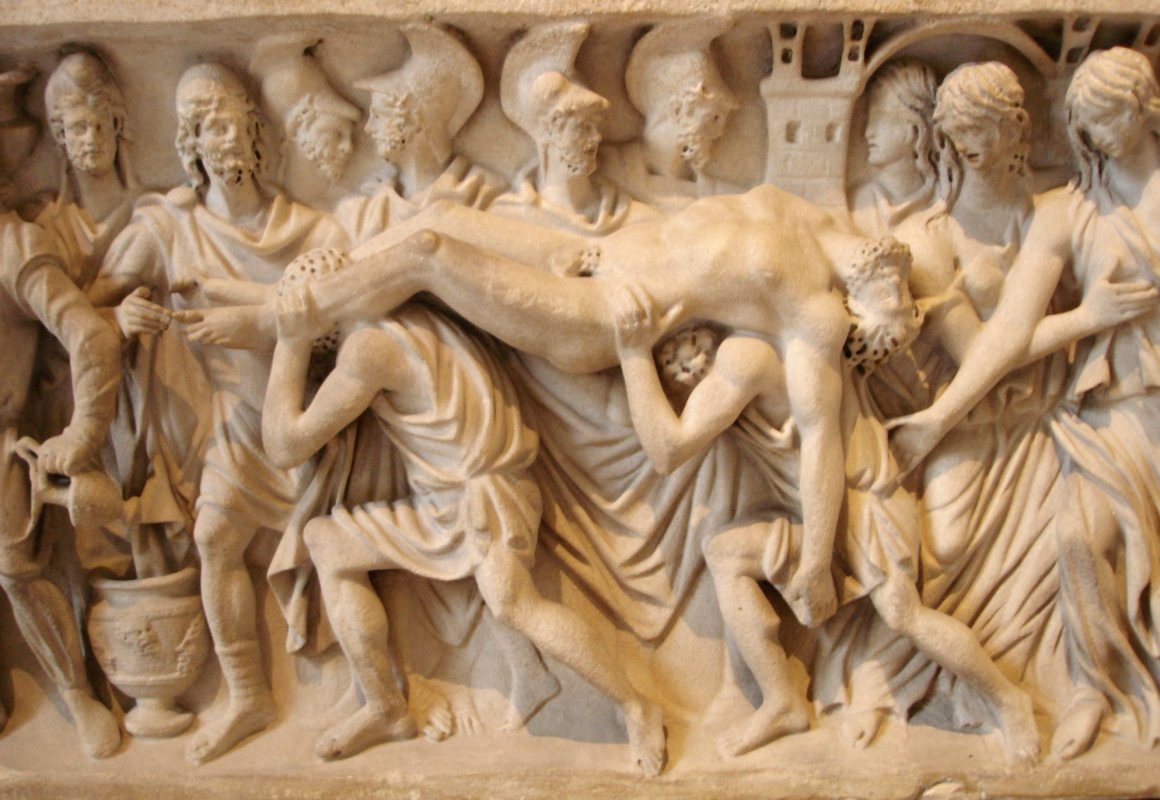
Héctor traído de vuelta a Troya.

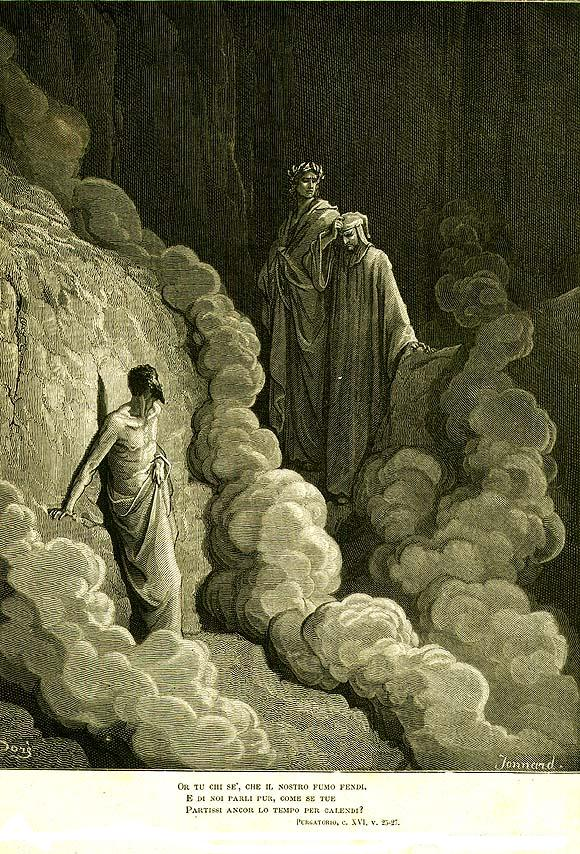
Doré Marco Lombardo.

Los sumerios (Epopeya de Gilgamesh), griegos (Ilíada, Odisea), romanos (Eneida), hinduistas (Majabhárata) y persas (Shahnameh) compusieron epopeyas en torno a las hazañas de un héroe arquetípico, que representaba los valores tradicionales colectivos de una nación, y otros personajes como dioses y hombres, incluyendo además elementos fantásticos.
En la Edad Antigua, sus personajes principales eran dioses, los cuales tenían capacidades completamente superiores a las de un humano. En este tipo de relatos había batallas sobrenaturales y hazañas increíbles
En la Edad Media la epopeya se denominó cantar de gesta, y en ella empezaron a escasear los elementos divinos y fantásticos. En Francia se compusieron la mayoría de ellas, y la más influyente fue la Chanson de Roland o Cantar de Roldán. En Castilla se compuso el Cantar de Mío Cid, entre otros. Los alemanes compusieron el Cantar de los Nibelungos, y los sajones el Beowulf. En Inglaterra, no llegaron a reunirse leyendas dispersas en torno a Robin Hood, pero se escribieron en prosa historias sobre un hipotético rey llamado Artus o Arturo. En Islandia, las sagas, aunque tienen un marcado carácter histórico, se emparentan con esta tradición narrativa, sobre todo en las sagas arcaicas como la Saga de los volsungos.
Con el paso a los tiempos modernos, la epopeya empezó a estar protagonizada no por héroes y dioses, sino únicamente por personas vulgares y corrientes, cuya única hazaña era la supervivencia o conseguir una mejor condición social; de igual manera, las hazañas fantásticas fueron sustituidas por una tendencia realista. Esa fue la gran contribución de novelas como la anónima novela picaresca española El lazarillo de Tormes y, sobre todo, las dos partes del El ingenioso hidalgo don Quijote de La Mancha de Cervantes, que desacreditaron por completo los restos de epopeya que venían de la Edad Media, encarnados por los llamados libros de caballerías. El Quijote supone, pues, el nacimiento de la novela moderna realista y polifónica, escrita en prosa, y cuyos protagonistas son personas vulgares y corrientes que se mueven en ambiente realista, sin hechos sobrenaturales y sin que intervengan los dioses. Este tipo de novela se desarrolló extraordinariamente en el siglo XIX, cuando la burguesía lo tomó como modelo para exponer sus inquietudes y como espejo de su nueva ideología materialista. La novela realista del siglo XIX es la epopeya de la clase media o burguesía.
El poema épico intenta reactualizar en los tiempos modernos la epopeya griega y romana, sus antecedentes, en un estilo generalmente lleno de reminiscencias y en rima consonante. A este género pertenecen, por ejemplo:
- La Eneida, del romano Virgilio.
- La Divina Comedia, del florentino Dante Alighieri.
- Os Lusíadas, del portugués Luís de Camões.[2]
- Orlando furioso, del italiano Ludovico Ariosto.
- La Araucana, del español Alonso de Ercilla.
- La henriada, del francés Voltaire.
- Parusía del ecuatoriano Rumazo González.
- Paraíso perdido, del inglés John Milton.

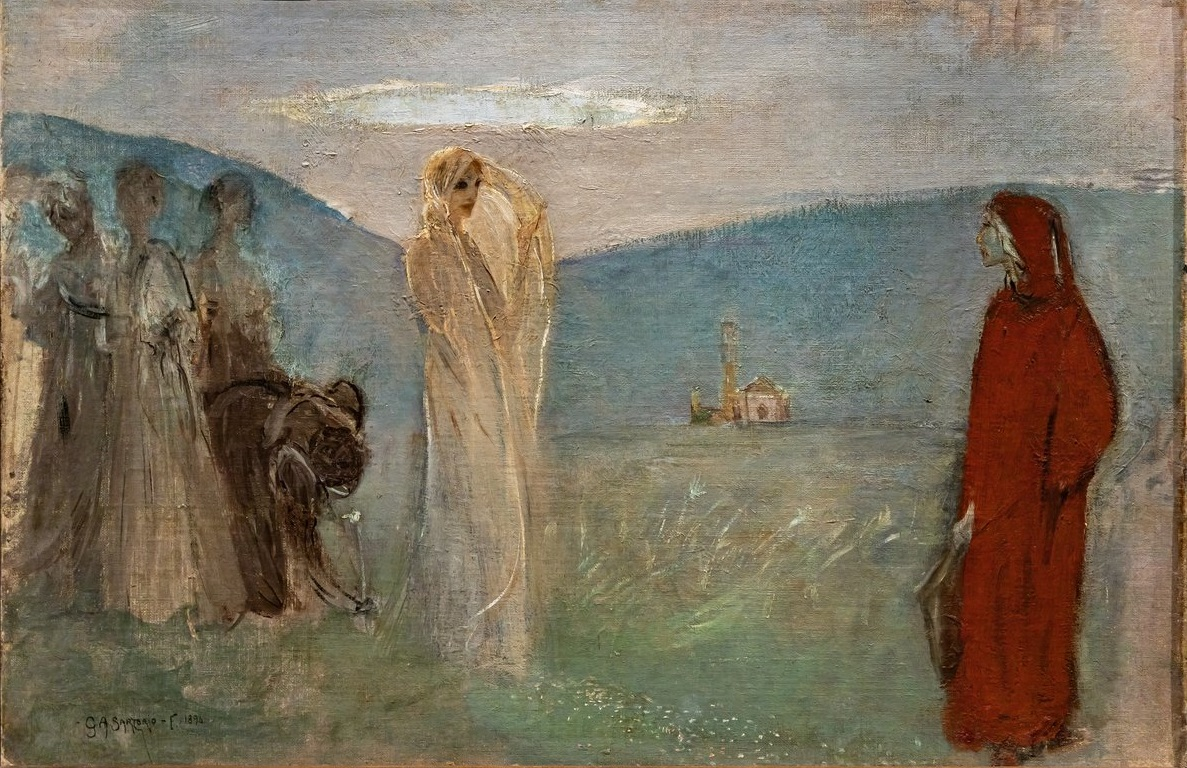
Dante y Beatriz

El cuento tradicional es una narración anónima de carácter oral que sirve para pasar el tiempo y se suele contar a los niños. En el siglo XVIII y XIX empezaron a recogerse y estudiarse. Colecciones de cuentos populares son las de los hermanos Jacob y Wilhelm Grimm en Alemania, o Charles Perrault en Francia.
La leyenda, escrita en verso o en prosa, es característica del siglo XIX y narra hechos con alguna base histórica de verdad, pero fabulándose mucho en ellos libremente. Cabe destacar, por ejemplo, las Leyendas de Gustavo Adolfo Bécquer.
El mito es una narración corta que tiene una función cognoscitiva o explicativa, etiológica, frecuentemente de carácter alegórico. Es por esto que su estudio está más relacionado con la mitología. En ella se habla acerca de personajes divinos o extraordinarios, que forman parte de las creencias de una cultura.
El relato es una narración escrita de autor conocido, con pocos personajes y sin la complicación y meandros de que hace gala la novela clásica.
El romance o, en los países nórdicos, balada, es una narración corta en verso, casi siempre de carácter anónimo, surgida en general de la descomposición de los cantares de gesta medievales, aunque pronto fueron compuestos algunos romances y baladas por nuevos autores imitando los romances viejos (La Balada del Caballo Blanco, de G. K. Chesterton).
La fantasía heroica o fantasía épica, es un subgénero del género fantástico, principalmente de la literatura, aunque también presente en la historieta, el cine fantástico y los juegos de rol, caracterizado por la presencia de seres mitológicos o fantásticos, la ambientación ficticia de carácter medieval, antiguo, indefinido o, en cualquier caso, sobre la base de sociedades tecnológicamente atrasadas, y un fuerte componente mágico y épico.